# Amt Miltzow
Urząd Miltzow (niem. Amt Miltzow) – urząd w Niemczech, leżący w kraju związkowym Meklemburgia-Pomorze Przednie, w powiecie Vorpommern-Rügen. Siedziba urzędu znajduje się w miejscowości Sundhagen, w dzielnicy Miltzow.
W skład urzędu wchodzą trzy gminy:
1. Elmenhorst
2. Sundhagen
3. Wittenhagen